# Ravno Brezje
Ravno Brezje – wieś w Chorwacji, w żupanii krapińsko-zagorskiej, w gminie Kumrovec. W 2011 roku liczyła 216 mieszkańców.